# ДАР-9
ДАР-9 „Синигер“ е серийно произвеждан от 1941 г. български двуместен едномоторен биплан, предназначен за начално обучение. Разработката на тази нова конструкция е развитие на произвеждания ДАР-6А. В новата разработка е използван опита от експлоатацията на българския учебен самолет ДАР-6А и немските „Врабче“, „Канарче“ и „Оса“

## История
Инж. Цветан Лазаров започва в ДАР в Божурище разработката на учебния самолет ДАР -9 „Синигер“, който трябва да замести внасяните учебни самолети от Германия Focke-Wulf Fw 44 „Врабче“ и Heinkel He 72 „Канарче“, поради това че местното производство и поддръжката при експлоатация е много по-изгодно за страната. Използвана е немската техническа документация на Focke Wulf Fw 44 „Врабче“, придобита под формата на лиценз. При конструиране на ДАР-9 са внесени промени, като нови очертания придобиват вертикалните опашни плоскости и колесникът. Отклонението от оригиналния колесник е създало проблеми при експлоатацията и инж. Цв. Лазаров е трябвало да внесе промени, които не са направени сполучливо. Необходима е нова конструкция и промяна на окачването на колесника към силовите елементи във фюзелажа, поради това, че учебната машина излита и каца до 80 пъти на ден при това доста грубо от обучаваните. След намесата на Началник на управлението при Министерството, на инж. Бошнаков е възложена разработка на нов колесник. По неизвестни причини той не приема оригинала по лицензната документация, а се спира на конструкцията на чешкия самолет „Оса“. Тези проблеми и спорът за тази конструкция е превърнат в междуличностен сблъсък между най-изтъкнатите самолетостроители в България.
Серийното производство на ДАР-9 започва в ДАР Божурище. От серията от 12 самолета са произведени само 6 броя. Първите Синигери политат през 1941 г.  Преместването на ДАР с машините и инженеро-производствения персонал в новата самолетна фабрика край Ловеч забавя внедряването в производството на „Синигера“. Въпреки това освен серията от 6 машини, там до 1943 г. са произведени в серии още 50 самолета, изпитвани от капитан Стефанов и пилот-изпитателя на фабриката поручик Иван Велчев. Те са ползвани за първоначално обучение и полагане на първи пилотски изпит дълги години и след 9.09.1944 г. 
През 1948 г. поради изтичането на моторесурса на влагания двигател, се налага подмяната му с друг. Техническият отдел на ВВС при Министерство на отбраната сключва договор с Чехословакия за доставка на двигател Валтер „Минор“ 6ІІІ. – редови с въздушно охлаждане. Във връзка с това се възлага на инж. Кърлов да разработи ново витло и моторна рама, а Стоян Узунов и Иван Панчев под ръководството на завеждащия конструктивното отделение Радослав Каратодоров да изготвят документация за моторните покривки (обтекатели) и управлението на самолета. Конструктивно само е увеличена дължината на ДАР-9 с 400 mm. След промяната не са правени изпитания, тъй като оценката е, че летателните характеристики не са се променили след внесените промени.

## Конструкция
ДАР-9 е едномоторен двуместен двуплощник с открита кабина и двойно управление на тандемно разположени пилотски места.
- Тяло.  Тялото на самолета е конструкция от стоманени тръби, като обшивката е импрегниран плат. Двете открити седалки са една зад друга и във фюзелажа е вградено двойно управление за двете места.
- Криле. Крилете са дървена конструкция облечена в плат.
- Двигател. Двигателят е седемцилиндров звездообразен с въздушно охлаждане BMV Bramo Sh-14A 117,7 kW/160 hp [4] (според инж. Кирил Кърлов [5]обозначението е Siemens Sh-14A с мощност 117,7 kW/160 hp). Използва са дървено двулопатно витло с постоянна стъпка. За продължително летене двигателя поддържа 2075 оборота. След изработването на експлоатационния ресурс от летателни часове се налага този двигател през 1948 г. да бъде заменен с внесените от Чехословакия двигатели Валтер „Минор“ 6.ІІІ със същите данни. Замяната не се е отразила на промяната на характеристиките на самолета.

## Технически характеристики на ДАР-9 „Синигер“
| Характеристика                | Показател                                  |
| ----------------------------- | ------------------------------------------ |
| Производител                  | ДАР                                        |
| Екипаж                        | 2                                          |
| Двигател                      | Siemens Sh-14A (Валтер Минор – 6.ІІІ)      |
| Мощност                       | 117,7 kw/ 160 hp                           |
| Разпереност горно/долно крило | 9 m                                        |
| Дължина                       | 7,30 m (7,70 m с дв. Валтер Минор – 6.ІІІ) |
| Площ на крилото               | 20 m2                                      |
| Маса празен                   | 560 kg                                     |
| Маса полетна                  | 900 kg                                     |
| Скорост максимална            | 185 km/h                                   |
| Скорост крейсерска            | 168 km/h                                   |
| Далечина на полета            | 520 km                                     |
| Таван                         | 4400 m                                     |

## Музеен експонат
След Втората световна война девет самолета ДАР-9 „Синигер“ са предадени на Югославия. Един от тях е запазен в авиационния музей на Загреб. Това е единствения запазен екземпляр от този самолет.

## Оператори
България
- Военновъздушни сили на България

Аеропланно училище в Казанлък
 Югославия
- Югославски военновъздушни сили